# Saint-Maurin
Saint-Maurin är en kommun i departementet Lot-et-Garonne i regionen Nouvelle-Aquitaine i sydvästra Frankrike. Kommunen ligger i kantonen Beauville som tillhör arrondissementet Agen. År 2022 hade Saint-Maurin 383 invånare.

## Befolkningsutveckling
Antalet invånare i kommunen Saint-Maurin
| Referens: INSEE |